# Bèo cái
Pistia là một chi thực vật thủy sinh trong họ Ráy (Araceae), chỉ có một loài duy nhất có danh pháp khoa học là Pistia stratiotes mà tiếng Việt gọi là bèo cái. Người ta chưa chắc chắn về nguồn gốc của bèo cái nhưng có thể là khắp vùng nhiệt đới; lần đầu tiên bèo cái được miêu tả một cách khoa học là từ bèo cái sông Nin gần hồ Victoria thuộc châu Phi. Hiện nay bèo cái có mặt gần như tại mọi vùng nước ngọt của khu vực nhiệt đới và cận nhiệt đới thông qua phổ biến tự nhiên hay nhờ con người.

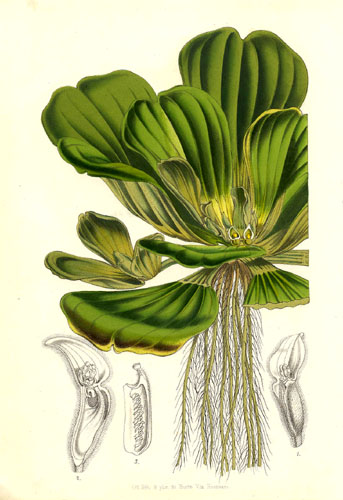
Bèo cái (Pistia stratoides)

Bèo cái sống nổi trên mặt nước trong khi rễ của bèo cái chìm dưới nước gần các đám lá trôi nổi. Bèo cái là một loại cây lâu năm một lá mầm với các lá dày, mềm tạo ra hình dáng giống như một cái nơ. Các lá có thể dài tới 14 cm và không có cuống, có màu xanh lục nhạt, với các gân lá song song, các mép lá gợn sóng và được che phủ bằng các sợi lông tơ nhỏ và ngắn. Bèo cái là một loài thực vật đơn tính, có các hoa nhỏ ẩn ở đoạn giữa của cây trong các đám lá, các quả mọng màu lục có kích thước nhỏ được tạo ra sau khi hoa được thụ phấn. Loài cây này có thể sinh sản vô tính, các cây mẹ và cây con liên kết với nhau bằng một thân bò ngắn, tạo ra các cụm bèo cái dày dặc.
Sự phát triển của bèo cái làm cho bèo cái trở thành một loại cỏ dại trong các tuyến đường thủy. Bèo cái là loại cỏ dại sống dưới nước phổ biến tại Hoa Kỳ, cụ thể là ở Florida là khu vực mà số lượng lớn của bèo cái gây cản trở trên các tuyến đường thủy. Bèo cái là một loài thực vật có khả năng làm giảm tính đa dạng sinh học của các vùng nước ngọt. Các cụm bèo cái cản trở sự trao đổi khí trong mặt phân giới nước-không khí, điều này làm giảm lượng oxy trong nước và giết chết nhiều loài cá, chúng cũng ngăn cản sự chiếu sáng và giết chết nhiều loài thực vật sống ngầm dưới nước, cũng như làm thay đổi cộng đồng thực vật sống nổi trên mặt nước bằng cách chèn ép chúng.
Người ta có thể kiểm soát sự sinh sản của chúng bằng cách vớt chúng khỏi mặt nước và đem đi xử lý hoặc dùng các loại thuốc diệt cỏ dưới nước. Hai loại côn trùng cũng đang được thử nghiệm như là biện pháp kiểm soát sinh học. Một loại mọt (Neohydronomous affinis) ở vùng Nam Mỹ và ấu trùng của chúng ăn các lá của bèo cái, cũng như ấu trùng của một loài nhậy (Spodoptera pectinicornis) ở Thái Lan, đều là các công cụ kiểm soát có hiệu quả sự sinh trưởng của bèo cái.
Bèo cái thông thường được sử dụng trong các ao nuôi cá ở các vùng nhiệt đới để tạo nơi trú ẩn cho cá bột và cá nhỏ. Bèo cái cạnh tranh thức ăn với tảo trong nước vì thế chúng có ích trong việc ngăn ngừa sự bùng nổ của loài này.

## Sử dụng
Một số tác giả cho rằng cây bèo cái có tác dụng hấp thụ các kim loại nặng và một số chất dinh dưỡng trong môi trường nước. Vì thế họ cho rằng bèo cái có tính năng chống ô nhiễm cho nước, đặc biệt quan trọng cho các vùng đô thị một số quốc gia đang phát triển, do hệ thống dẫn và xử lý nước thải còn chưa hoàn chỉnh nên đã gây ra tình trạng ô nhiễm nặng cho nước bề mặt.

### Đông y
Bèo cái cũng được sử dụng trong Đông y để chữa một số bệnh liên quan đến mụn nhọt và tiêu độc.
- Mụn nhọt: Bồ công anh 40 g, bèo cái 50 g, sài đất 20 g. Sắc uống ngày một thang.
- Mụn nhọt: Bạch hoa xà thiệt thảo 60 g, bồ công anh 20 g, bèo cái 20 g. Sắc uống ngày một thang, chia uống 2-3 lần trong ngày.
- Làm mát máu tiêu độc, chống viêm nhiễm: Lá mặt quỷ (sao vàng) 40 g, nõn dứa dại 12 g, cánh bèo cái 8 g, gừng sao cháy 4 g. Sắc uống ngày một thang.